# Wapen van Humbeek
Het wapen van Humbeek werd op 27 januari 1956 aan de Vlaams-Brabantse gemeente Humbeek toegekend. Het wapen is per 1977 buiten gebruik genomen omdat de gemeente Humbeek dat jaar is opgegaan in de nieuwe gemeente Grimbergen. De fusiegemeente Grimbergen behield de naam van het oude Grimbergen en ook het oude wapen, waardoor er geen elementen uit het wapen van Humbeek meer in gebruik zijn. Het wapen is gelijk aan dat van de voormalige heren van Humbeek: de familie Lecocq. Hiermee is het wapen een sprekend wapen. Ook de voormalige Antwerpse gemeente Ruisbroek voerde het wapen van de familie Le Cocq.

## Blazoenering
De blazoenering van het wapen luidde als volgt:
Van zilver met een stappende haan van sabel, gebekt, geleld, gekamd en gepoot van keel - het schild getopt met een kroon met 15 parels waaronder drie verheven.
Het wapen is geheel zilver van kleur met daarop een zwarte haan. De haan heeft een van zijn poten naar voren gestoken. De snavel, lel, kam en poten zijn allen rood van kleur. Boven op het schild is een oude Franse gravenkroon geplaatst met 15 parels. Drie van de parels zijn bovenop twee onderliggende parels geplaatst.
Normaal gesproken is het in de heraldiek niet toegestaan dat twee kleuren (hier zwart en rood) elkaar raken, dat zou een raadselwapen geven, echter omdat het om afwijkend gekleurde lichaamsdelen gaat is het in dit geval wel toegestaan.

## Geschiedenis
De heerlijkheid Humbeek is eigendom van verschillende families geweest. In 1644 kocht Boudewijn le Cocq het gebied. De nazaten van Boudewijn bleven heren van Humbeek, vanaf Jacques-Francois Ie Cocq waren zij zelfs graven van Humbeek, tot de bezetting door de Franse revolutionaren van de Zuidelijke Nederlanden in 1792. Het wapen van dit graafschap is later in gebruik genomen als het wapen van de gemeente Humbeek.
Aarschot · Affligem · Asse · Beersel · Begijnendijk · Bekkevoort · Bertem · Bever · Bierbeek · Boortmeerbeek · Boutersem · Diest · Dilbeek · Drogenbos · Galmaarden · Geetbets · Glabbeek · Gooik · Grimbergen · Haacht · Halle · Herent · Herne · Hoegaarden · Hoeilaart · Holsbeek · Huldenberg · Kampenhout · Kapelle-op-den-Bos · Keerbergen · Kortenaken · Kortenberg · Kraainem · Landen · Lennik · Leuven · Liedekerke · Linkebeek · Linter · Londerzeel · Lubbeek · Machelen · Meise · Merchtem · Opwijk · Oud-Heverlee · Overijse · Pepingen · Roosdaal · Rotselaar · Scherpenheuvel-Zichem · Sint-Genesius-Rode · Sint-Pieters-Leeuw · Steenokkerzeel · Ternat · Tervuren · Tielt-Winge · Tienen · Tremelo · Vilvoorde · Wemmel · Wezembeek-Oppem · Zaventem · Zemst · Zoutleeuw